# Juan Vargas
Juan Carlos Vargas (ur. 7 marca 1961 w National City) – amerykański polityk, członek Partii Demokratycznej.

## Działalność polityczna
Od 1993 do 2000 był członkiem Rady Miasta San Diego, a następnie do 2006 zasiadał w Zgromadzeniu Stanowym Kalifornii. Od 2010 zasiadał w Senacie stanu Kalifornia. Następnie od 3 stycznia 2013 jest przedstawicielem 51. okręgu wyborczego w stanie Kalifornia w Izbie Reprezentantów Stanów Zjednoczonych.